# Bracelet de survie

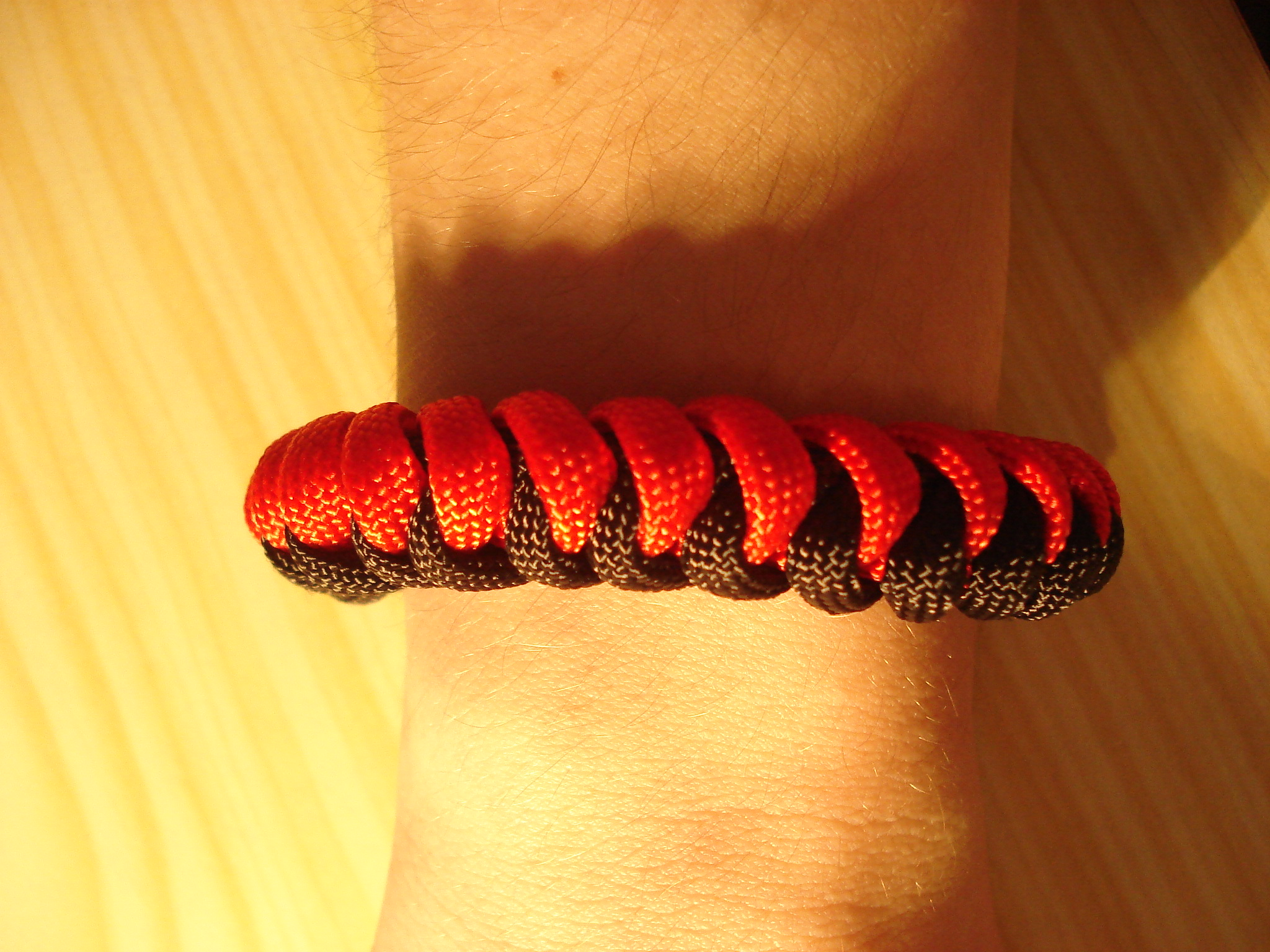
Bracelet Snake bicolore en paracorde

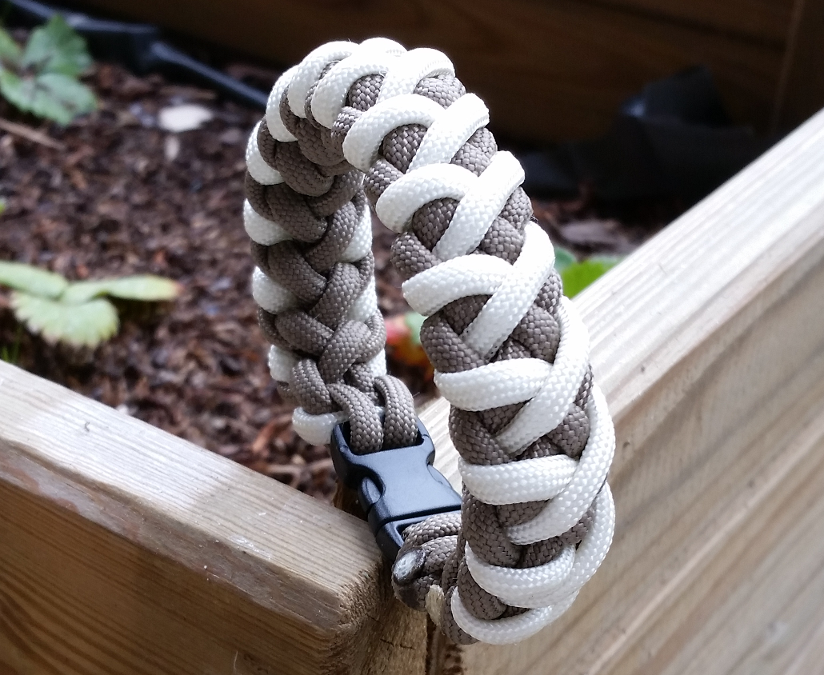
Bracelet Lion heart sinnet bicolore en paracorde

Le bracelet de survie (survival bracelet en anglais) ou bracelet de secours (emergency bracelet en anglais) est un nouage porté au poignet dont le but est de faciliter le transport d'une longueur de corde rapidement utilisable en cas de problème.
D'origine militaire et popularisé par le courant survivaliste (notamment par Bear Grylls), cet accessoire présente l'intérêt de limiter au maximum le risque d'être perdu (puisque attaché au poignet) contrairement à un sac à dos dont on peut être séparé en cas de chute.

## Propriétés

### Longueur de corde
Le but premier d'un bracelet de survie est de pouvoir fournir la corde qui le compose. La longueur de corde disponible dépendra du type de nouage et de corde utilisé - pour de la paracorde 550, on disposera généralement de 2 à 5 mètres de corde pour un bracelet d'une vingtaine de centimètres de long.

### Déploiement rapide
Il existe des nouages dits à déploiement rapide (Quick deploy en anglais).
Ces nouages présentent plusieurs caractéristiques :
- ils se décomposent en quelques secondes[2]
- ils sont monobrins pour maximiser la longueur de corde disponible
- ils ont généralement une âme[3] qui est formée d'une ganse et non pas d'une simple corde permettant d'extraire l'âme par traction et de détruire la cohésion du nouage
- ils utilisent une manille (textile ou métallique) en guise de fermoir pour faciliter leur démontage

### Accessoires incorporés

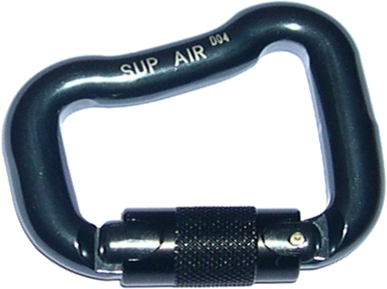
Mousqueton
Boucle rapide avec sifflet d'alerte
Plaque d'identification rectangulaire

Divers accessoires peuvent être incorporés sur les bracelets de survie. Plusieurs n'ont qu'une visée esthétique (perles, amulettes, pendentifs, breloques, écrous...) mais certains restent dans l'objectif premier de ces bracelets : la survie.
- mousqueton
- boucle rapide avec sifflet d'alerte[5]
- mini boussole[6]
- montre[7]
- kit allume-feu[8]
- plaque d'identification[9]
- hameçon et éventuellement fil de pêche[5]
- kit de purification d'eau (pastilles)[5]
- lame, couteau[10]

### Nouages décoratifs
Tous les nouages peuvent être utilisés à titre décoratif notamment en multipliant les couleurs. 
En contrepartie, l'utilisation de plusieurs cordes implique une corde plus courte pour chaque couleur. De plus la qualité du serrage risque de ralentir le déploiement en rendant l'extraction des âmes plus difficiles. Enfin, la multiplication des cordages permet d'obtenir des motifs plus complexes qui sont souvent incompatible avec la notion de démontage.
On trouve de plus en plus de nouages simples sur lequel est ajouté un cordage de faible diamètre tel que la nano (0,78 mm) ou micro (1,18 mm) paracorde. Le but est alors d'ajouter un motif esthétique qui complique le déploiement du bracelet (toutefois, ce genre de petit cordage peut également avoir pour but de réaliser des collets, des fils de rappel pour harpon, etc.). Ces nouages sont généralement qualifiés de cousu (stitched en anglais).

## Réalisation

### Nouage
De nombreux types de nouages existent  et leur méthodologie de construction est accessible sur Internet, notamment sur les sites de partage de vidéos. Ces nouages font appel aux techniques du macramé et du tressage, plus rarement aux bonnets turcs.
Les nouages sont généralement constitués d'un nœud répété tout au long du bracelet. Parmi les plus représentatifs, on trouve le Cobra (nœud plat du macramé), le Backbone Bar (nœud coulant), le Half-Hitch (nœud en tête d'alouette), le Snake (nœud de cul de porc) ou encore le West Country Whipping (nœud simple).
D'autres nouages utilisent l'enroulement (à ne pas confondre avec les boucles). Cette technique fait circuler le ou les brins dans le nouage en progression continue (sans retour arrière ce qui créerait une boucle). Parmi les plus courants, on trouve le Fishtail, le Rattlesnake (basé sur le nœud de touline), le Barbed Wire ou encore le Truck tires.
Une autre méthode très utilisée est l'imbrication de ganses ou boucles. Le principe est de former une ganse ou un nœud gansé, de glisser dedans une autre ganse puis de serrer la première sur la seconde, on continue les imbrications les unes après les autres pour former le bracelet. Parmi les plus courants, on trouve le Zipper Sinnet ou le Noodlin.
De plus, bon nombre de nouages réalisent des combinaisons de nœuds élémentaires pour produire des bracelets plus complexes ayant plusieurs couleurs mais qui sont plus décoratifs et qui perdent leur usage premier.

### Type de cordage
Les bracelets de survie sont généralement réalisés avec de la paracorde 550 mais d'autres types de cordes peuvent être utilisés suivant l'objectif recherché (bracelet de survie ou simple accessoire de mode).
La paracorde s'est imposée d'abord parce que facile d'accès pour les premiers utilisateurs (des parachutistes) puis par sa composition elle-même. En effet, contrairement aux cordes naturelles qui sont toronnées, la paracorde se rapproche de la cordelette d'escalade en ceci qu'elle est composée d'une gaine tressée et d'une âme composite. Mais là où la cordelette d'escalade a une âme toronnée (constituée de 3 brins pour la cordelette de 3mm) et un tressage serré qui solidarise la gaine et l'âme, la paracorde possède une âme multibrins (7 pour la paracorde 550) non toronnés (c'est-à-dire que les brins sont parallèles et non enroulés les uns autour des autres) et une gaine non solidaire de l'âme ce qui donne beaucoup de souplesse à la corde. De plus, chaque brin composant l'âme de la paracorde commerciale est constitué de 2 torons (3 pour le type militaire MIL-C-5040H).

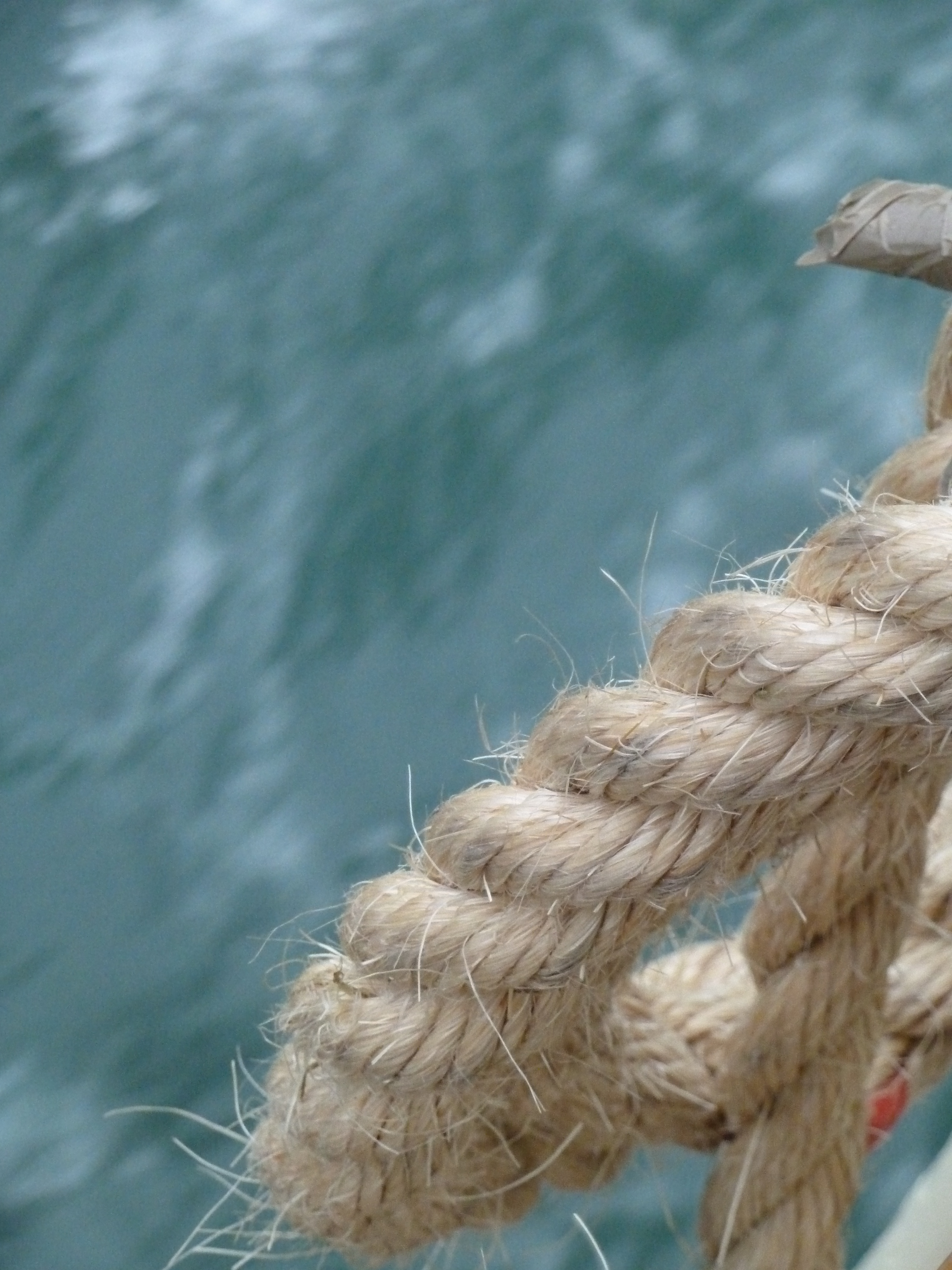
Détail d'une corde de chanvre et de son toronnage
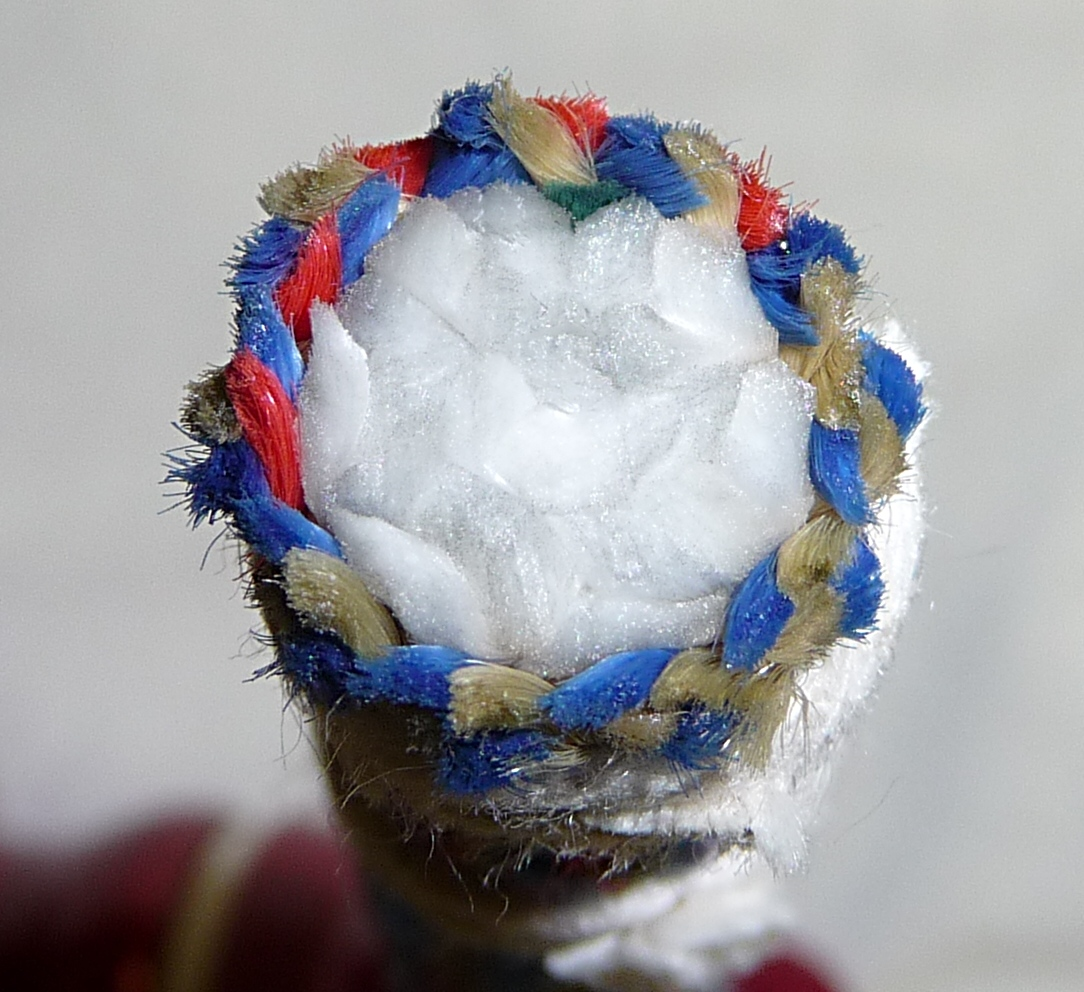
Coupe transversale d'une corde d'escalade avec son âme en blanc et sa gaine solidaire multicolore
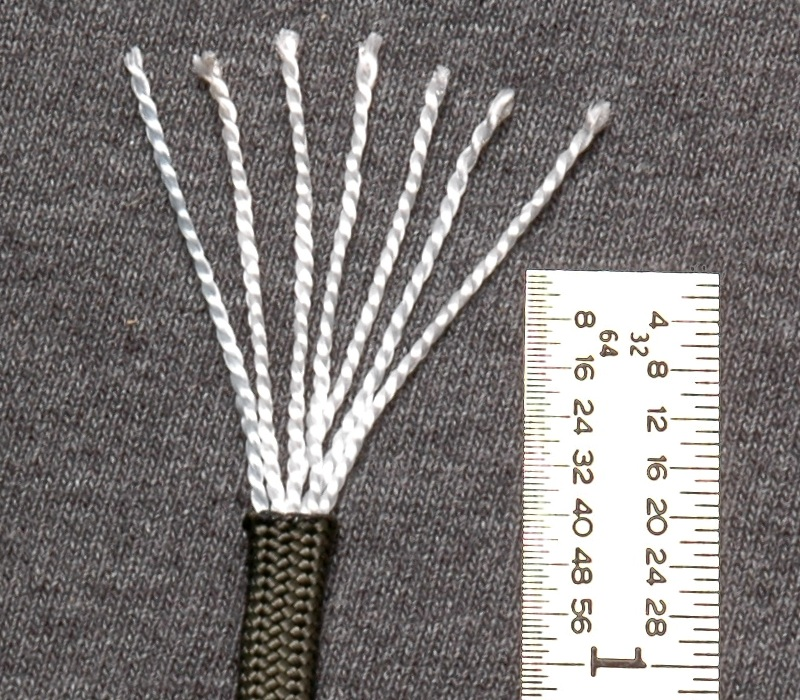
Âme d'une paracorde 550 type III commerciale composée de 7 brins eux-mêmes constitués de 2 torons
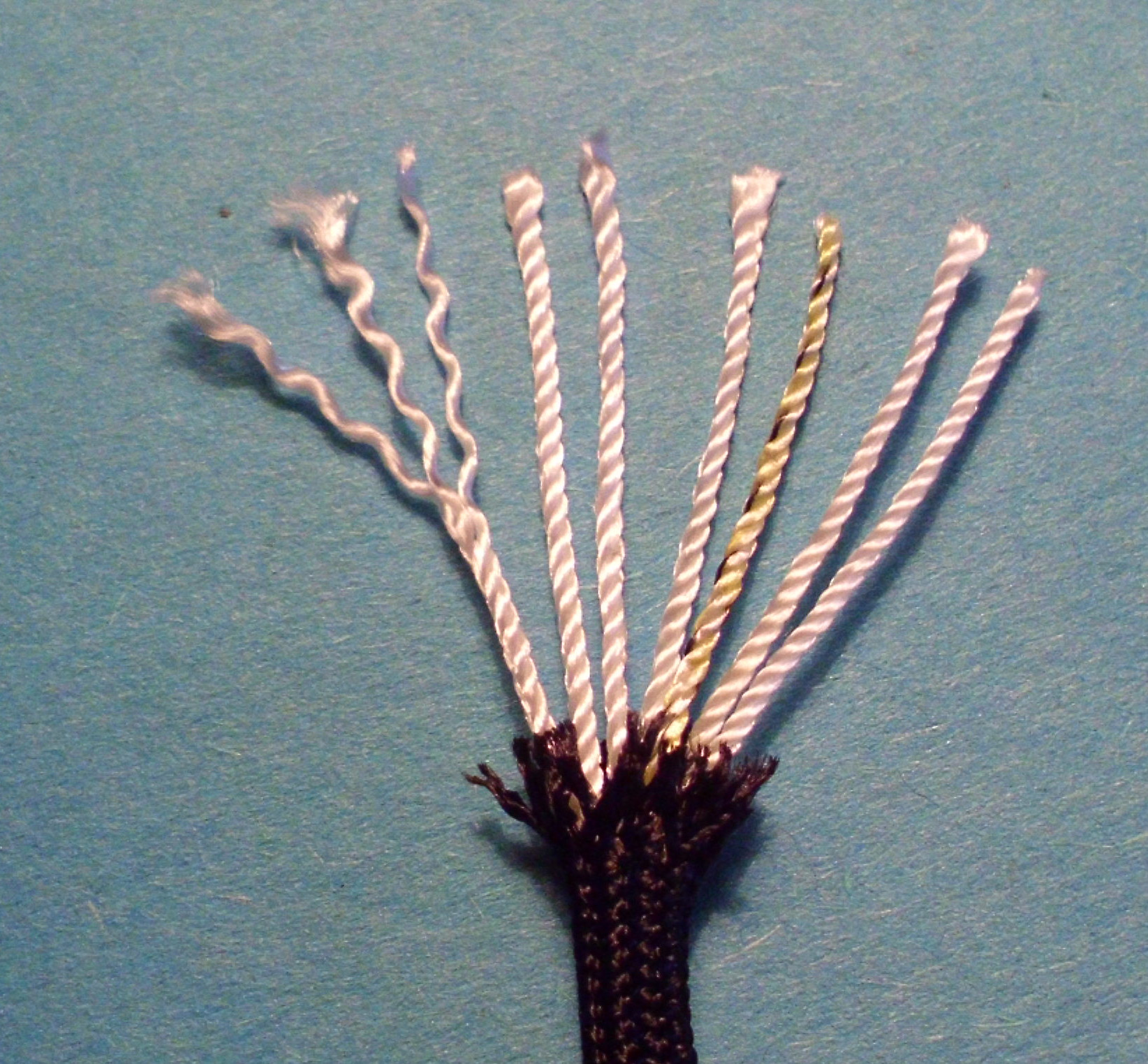
Paracorde militaire MIL-C-5040H 550 type III composée de 7 brins de 3 torons

Ainsi, avec une paracorde commerciale de 2m de long, on dispose en réalité de 2m de gaine, 7*2 = 14m de fil à 2 torons ou 7*2*2 = 28m de fil mono brin. La résistance de la corde entière est donnée pour 250 kg environ et chaque brin à 2 torons pour 35 kg.
Autre avantage de la paracorde lié au fait que la gaine n'est pas solidaire de l'âme et que les brins de l'âme ne sont pas toronnés, il est possible de retirer un brin de 2 torons en particulier de l'ensemble de la corde tout en laissant les autres en place. On peut ainsi rendre la paracorde plus souple (mais moins résistance puisqu'il manque un brin dans l'âme) et disposer de 1 brins voire 2 torons pour réaliser des assemblages (abri de fortune en bois par exemple), sans pour autant être obligé de décomposer complètement la paracorde qui reste donc utilisable pour des opérations nécessitant une grande résistance (suspension de matériel en l'air par exemple).

### Problématique de la longueur

Mesures du bracelet de survie nécessaires au calcul de sa longueur

La longueur linéaire du bracelet doit être déterminée avant de commencer le bracelet quand celui-ci a une âme (le nouage se forme le long de l'âme et ne peut en sortir). Dans le cas des bracelets à âme, la longueur du bracelet dépend de plusieurs facteurs :
- tour de poignet ;
- diamètre de la corde utilisée ;
- type de corde utilisée (la drisse en polypropylène ou la paracorde n'ont pas le même comportement à l'écrasement que la cordelette d'escalade ou le chanvre) ;
- épaisseur du nouage (un King cobra est deux fois plus épais qu'un Cobra - un premier essai sera nécessaire pour l'obtenir) ;
- espace de confort (c'est l'espace qui se trouve entre le poignet et le bracelet - si l'espace est faible, le bracelet sera proche du poignet - s'il est grand, le bracelet pourra bouger voire tourner autour du poignet).

Prendre le tour de poignet comme référence ne suffit donc pas. Une fois le bracelet refermé sur lui-même, le périmètre intérieur du bracelet sera plus ou moins réduit en fonction de l'épaisseur du nouage.
Formule de calcul : {\displaystyle l_{bracelet}=l_{tour\ poignet}+\pi \times (l_{epaisseur\ bracelet}+2\times l_{espace\ confort})} (où {\displaystyle l} : représente une longueur).
Cas des bracelets symétriques : le bracelet est symétrique quand le nouage est centré sur l'âme (exemple : Cobra). Dans ce cas, l'épaisseur du nouage est à mesurer entre le haut et le bas du nouage.
Cas des bracelets asymétriques : le bracelet est asymétrique quand le nouage est réalisé au-dessus ou en dessous de l'âme (exemple : Wind temple bar). Dans ce cas l'épaisseur du nouage sera à mesurer entre le milieu de l'âme et le bas du nouage (la partie qui sera contre la peau) et multiplier cette valeur par 2.

### Assemblage de paracordes
Lors du nouage de bracelets multicolores, il est parfois nécessaire de réaliser un assemblage de 2 paracordes de couleurs différentes. Plusieurs méthodes existent et sont trouvables sur les sites de partage de vidéos (notamment).
- assemblage par fusion : la paracorde étant en nylon, elle est thermosensible, la méthode la plus simple consiste à chauffer jusqu'à la fusion les extrémités des 2 paracordes et à les presser l'une contre l'autre jusqu'à solidification[16] - cette méthode est risquée de par les brûlures que peut infliger le nylon fondu qui colle à la peau lorsqu'on essaie de rouler la zone de soudure pour lui donner une forme cylindrique.
- assemblage par fusion des âmes et recouvrement des gaines : dans cette méthode, on dénude l'âme en rétractant la gaine de chaque paracorde, on enroule les âmes pour créant le pont entre les cordes, on les chauffe pour les fondre et créer la liaison, puis on ramène une gaine par-dessus le pont, puis la seconde et on fond l'extrémité légèrement pour rétracter la gaine et renforcer la liaison[17].
- assemblage Manny (méthode partagée par Manuel Zambrano dit Manny) : cette méthode réalise un assemblage en faisant passer chacune des paracordes dans l'autre en sens contraire sur environ 1 cm pour former une liaison solide et d'autant plus résistante que la longueur de gaine entre l'extrémité et la zone d'insertion est importante[18].
- assemblage par liaison rotule : dans cette méthode, il est nécessaire d'évider de son âme une des 2 paracordes sur environ 1 cm et d'élargir au maximum le diamètre de la gaine à l'extrémité, puis de fondre l'extrémité de l'autre paracorde pour former une petite boule en fusion, insérer la boule dans la gaine élargie puis resserrer la gaine par la chaleur pour emprisonner la rotule[19].
- assemblage par insertion et couture : le principe consiste à couper une partie de l'âme des 2 paracordes, insérer l'une des gaines dans l'autre, fondre la gaine supérieure et couture des 2 gaines ensemble[20].

### Finition
Il y a différents moyens de fermer les bracelets de survie. Voici les plus couramment utilisés :
- passage des brins dans les boucles du nouage formées précédemment pour les bloquer sous le bracelet par la tension du nouage[21] ;
- manille métallique (très utilisée pour les bracelets à déploiement rapide) ;
- manille métallique ajustable (évite la contrainte d'avoir à calculer à l'avance la longueur du bracelet - cf. Problématique de la longueur) ;
- manille textile (utilisation d'une boucle et d'un nœud de sifflet de bosco) ;
- boucle rapide ;
- soudure des brins coupés au ras du dernier nœud créant un élargissement du diamètre qui empêche le brin de passer au travers de la boucle qui le retient ;
- fermoir de bracelet ou de collier ;
- brins coulissants permettant l'ajustement du diamètre du bracelet à la morphologie du porteur[22] (évite la contrainte d'avoir à calculer à l'avance la longueur du bracelet - cf. Problématique de la longueur) - ce type de fermoir est généralement qualifié de Mad Max en référence au personnage de Tom Hardy qui le porte au poignet dans Fury Road[23] ;
- nœud d'ajustage tel que le nœud de pêcheur.

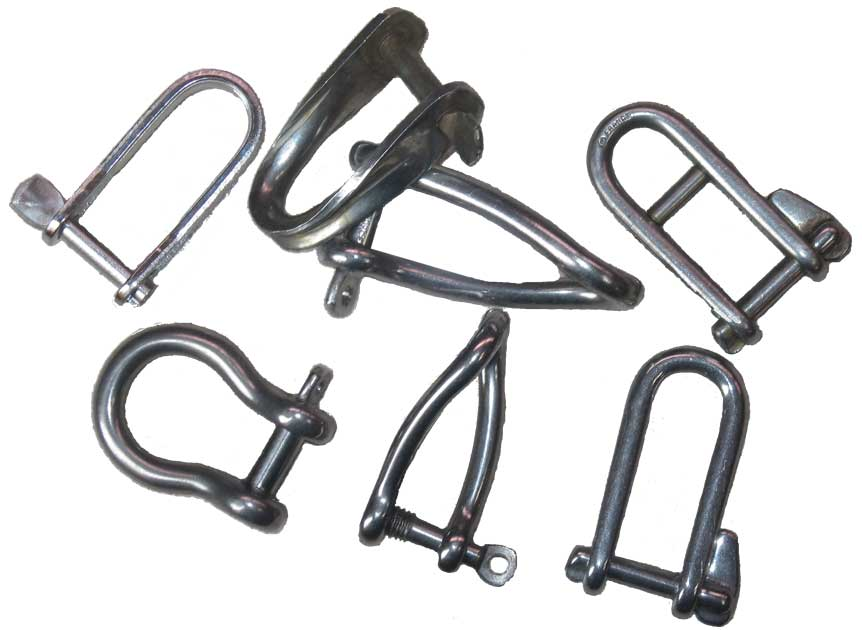
Manille métallique
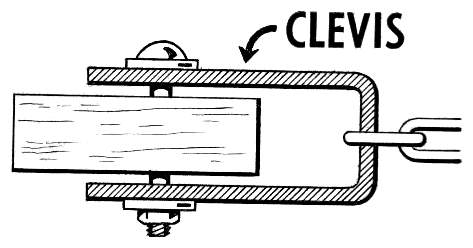
Manille ajustable
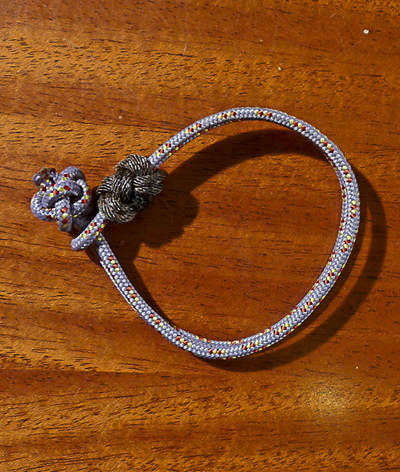
Manille textile
Boucle rapide
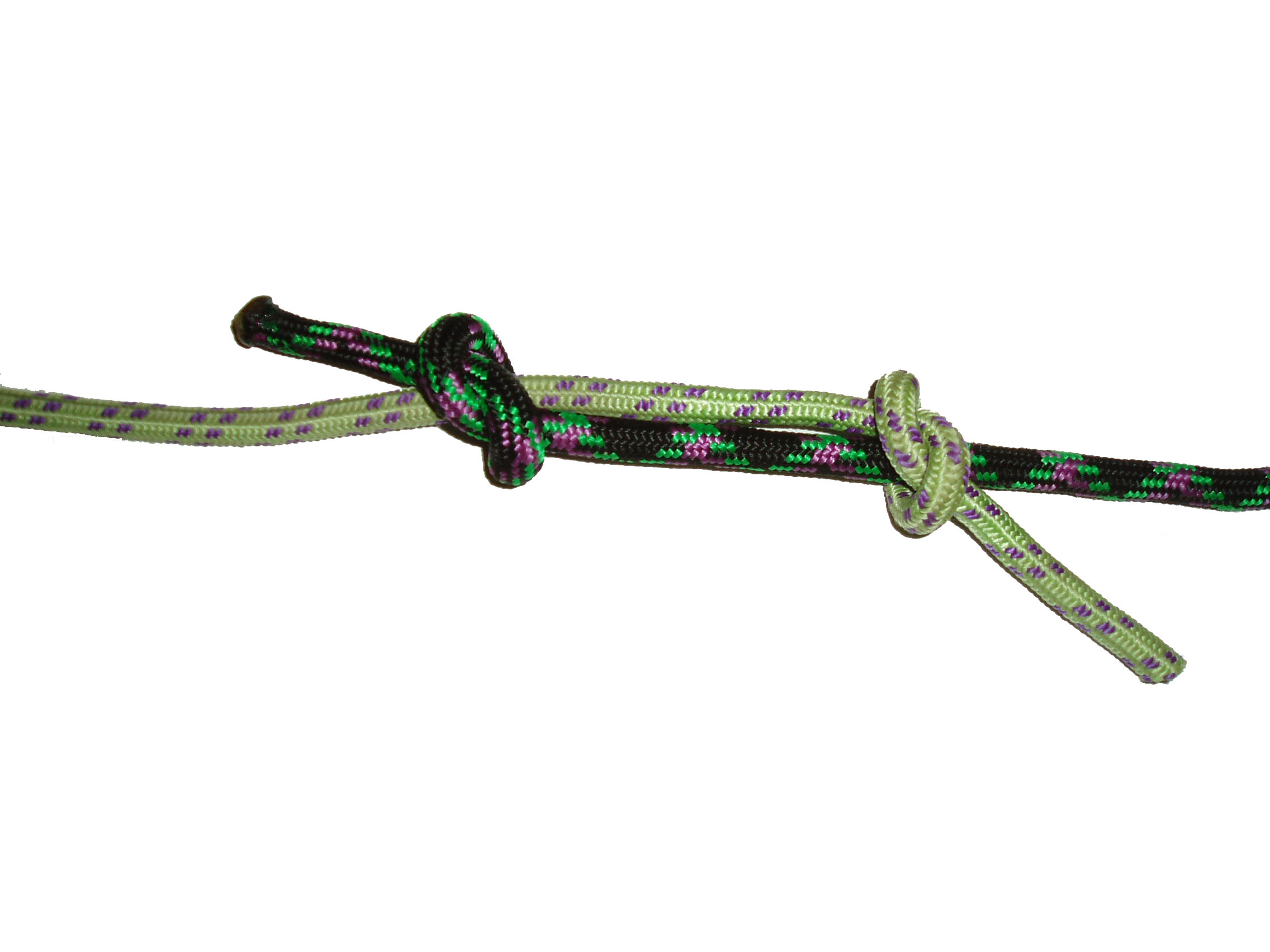
Nœud de pêcheur
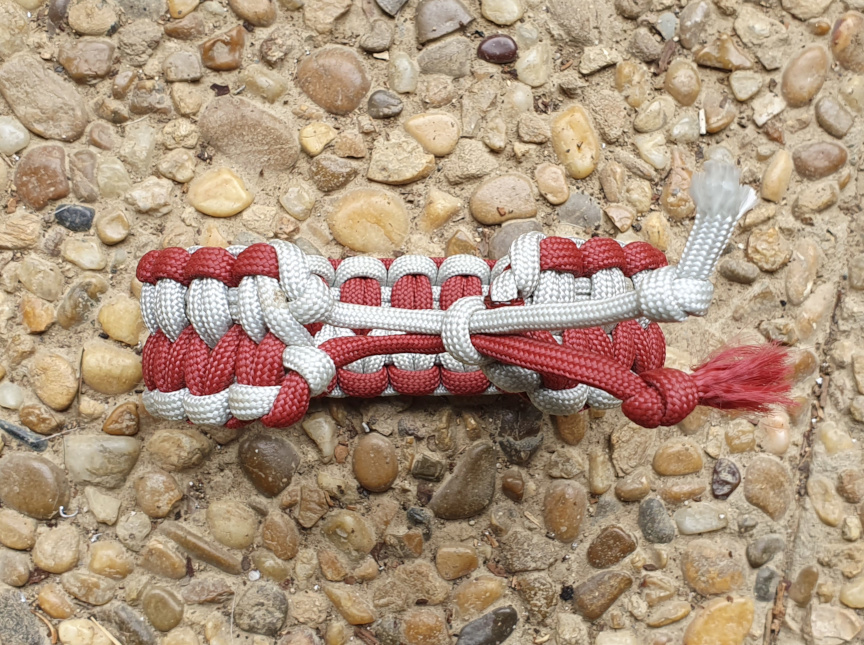
Mad max

### Métier à tresser

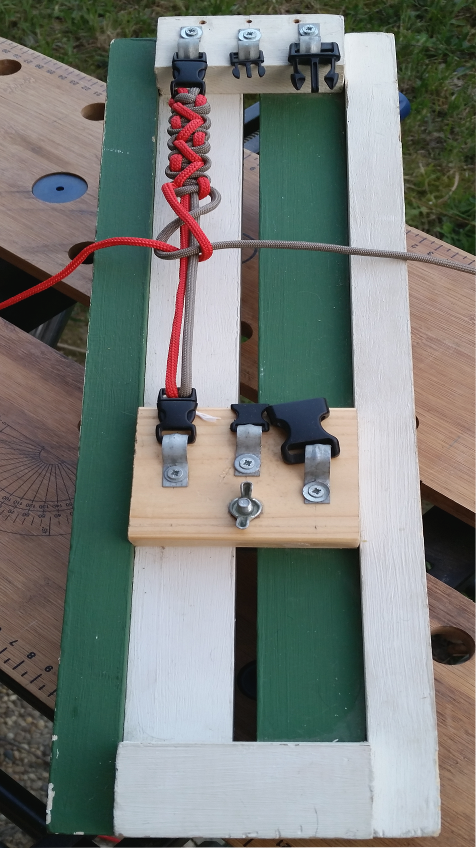
Crooked river bar sur métier à tresser

Les métiers à tresser ou gabarit (Jig en anglais) permettent de travailler les bracelets à âme en conservant la tension de l'âme qui sinon se déforme durant le serrage du nouage déformant le motif à réaliser. Il permet facilement de travailler sur un bracelet en plusieurs fois et facilite l'incorporation de cordages supplémentaires sans avoir à tout maintenir en place durant le travail.
Les métiers à tresser sont généralement constitués d'un support (environ 30-40 cm de long) avec un taquet fixe à une extrémité et un taquet mobile se déplaçant le long d'une règle graduée. Le taquet mobile permet de définir la longueur finale du bracelet.
Il existe de nombreux modèles pour lesquels on trouve des méthodologies de construction en libre accès sur Internet.

### Outils couramment utilisés
Le bracelet peut généralement être noué à la main, sans outil particulier. Toutefois, un certain nombre d'outils complémentaires sont couramment utilisés pour le travail et surtout la finition des nouages :
- ciseaux bien affûtés pour une découpe nette de la corde et éviter l'effilochage de la gaine et de l'âme de la corde ;
- briquet, idéalement briquet chalumeau dont la flamme est plus précise et fond les matières plastiques plus efficacement que les briquets traditionnels qui noircissent rapidement le plastique ;
- pince hémostatique (ou pince à long bec plus facile à obtenir mais beaucoup plus grosse et donc moins pratique) : utilisée pour passer dans une boucle et venir saisir le brin à faire passer au travers par traction ;
- aiguille à paracorde (paracord fid ou lacing needle en anglais) : aiguille dont l'extrémité est taraudée permettant de visser le cordage dans l'aiguille ; très utilisée pour ajouter des fioritures à un nouage terminé ;
- pistolet à souder : la pane du fer permet de couper et cautériser les cordes synthétiques en une seule action.

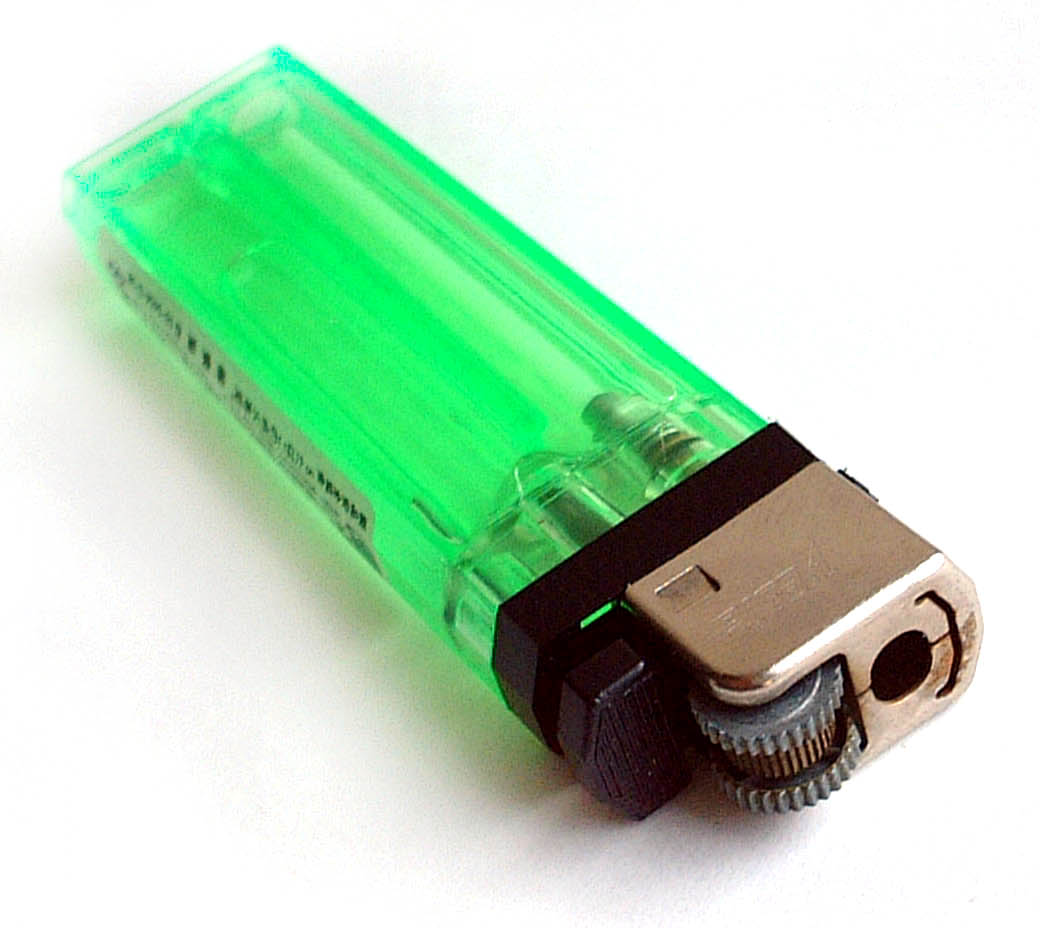
Briquet
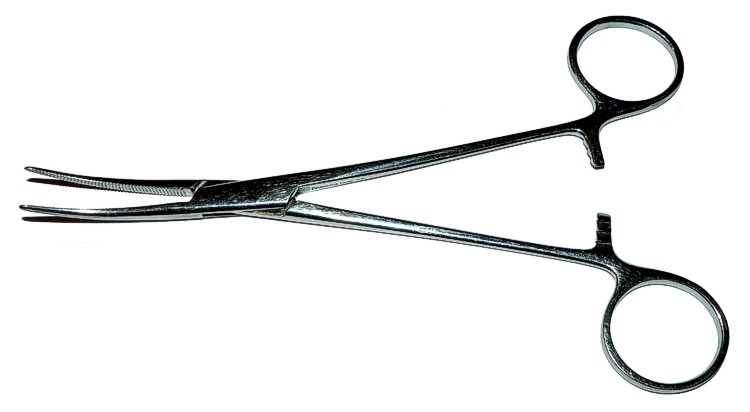
Pince hémostatique
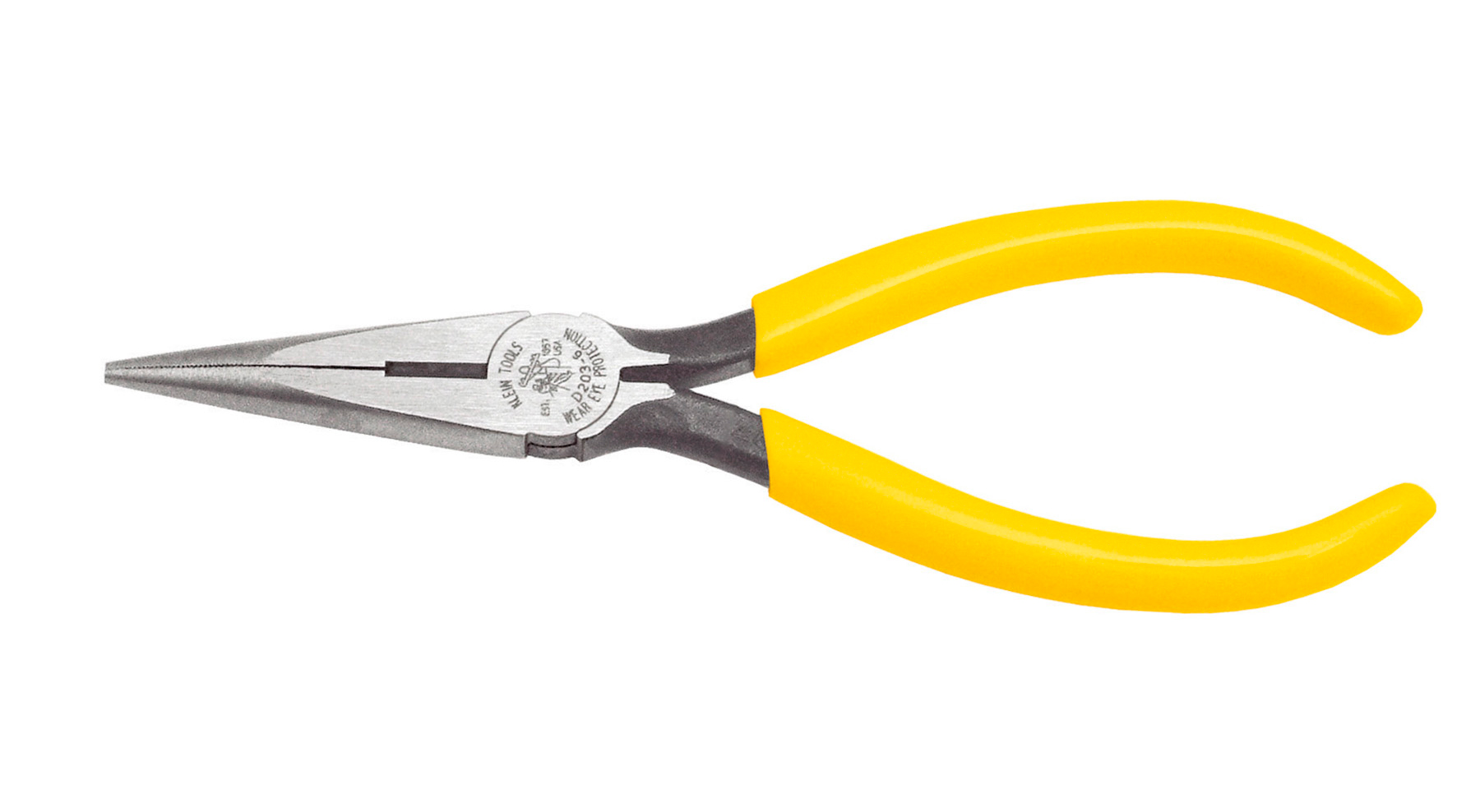
Pince à long bec
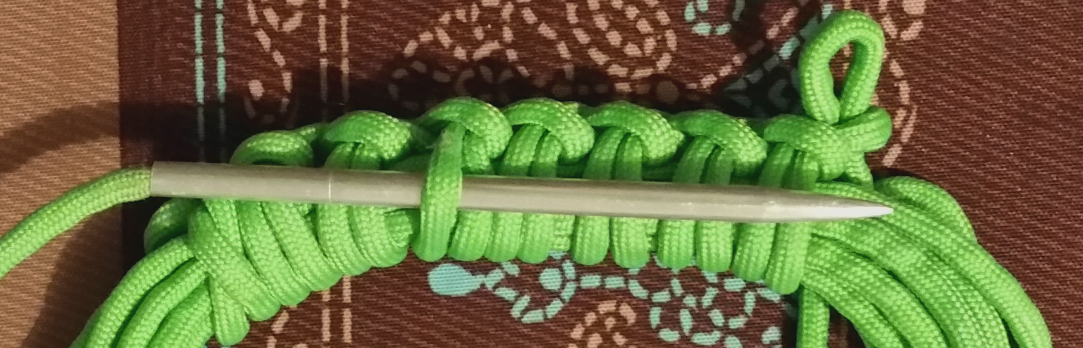
Aiguille à paracorde
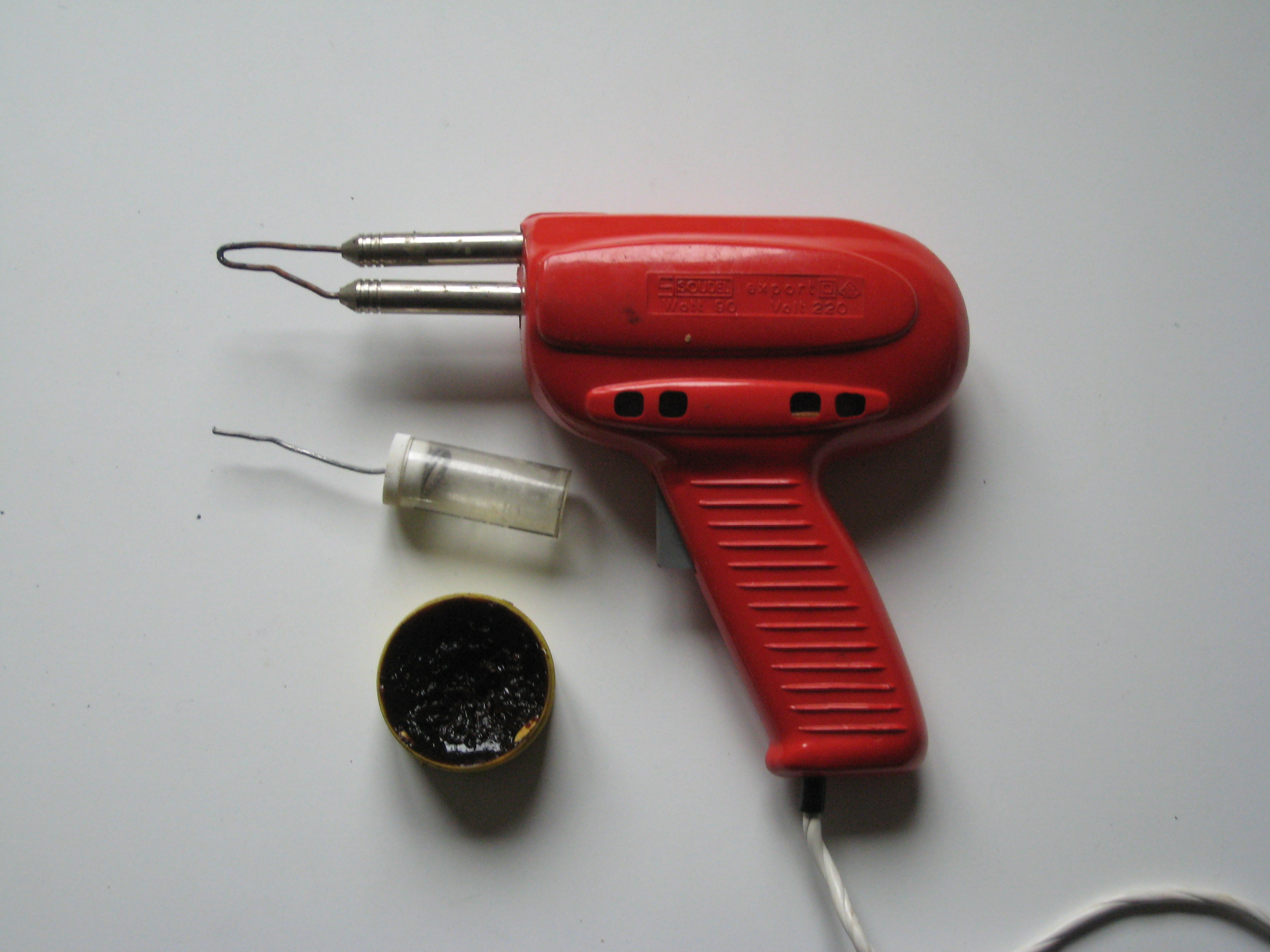
Pistolet à souder

## Usages dérivés

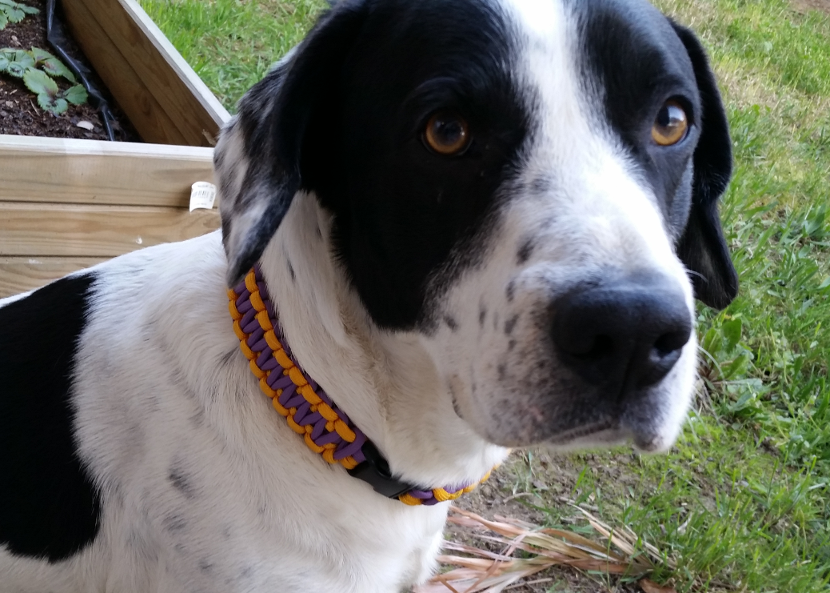
King Cobra bicolore utilisé comme collier
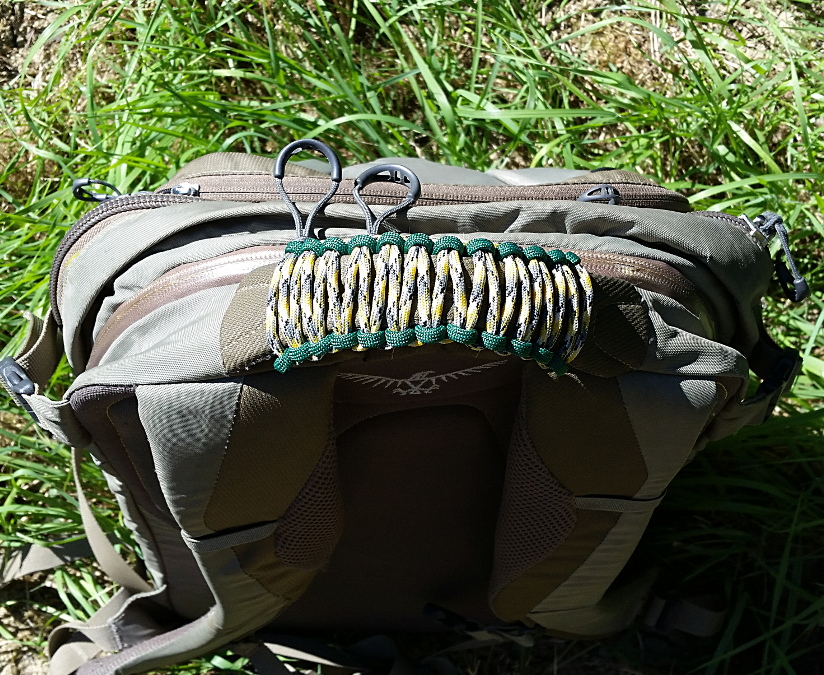
Cobra bicolore sur poignée de sac à dos
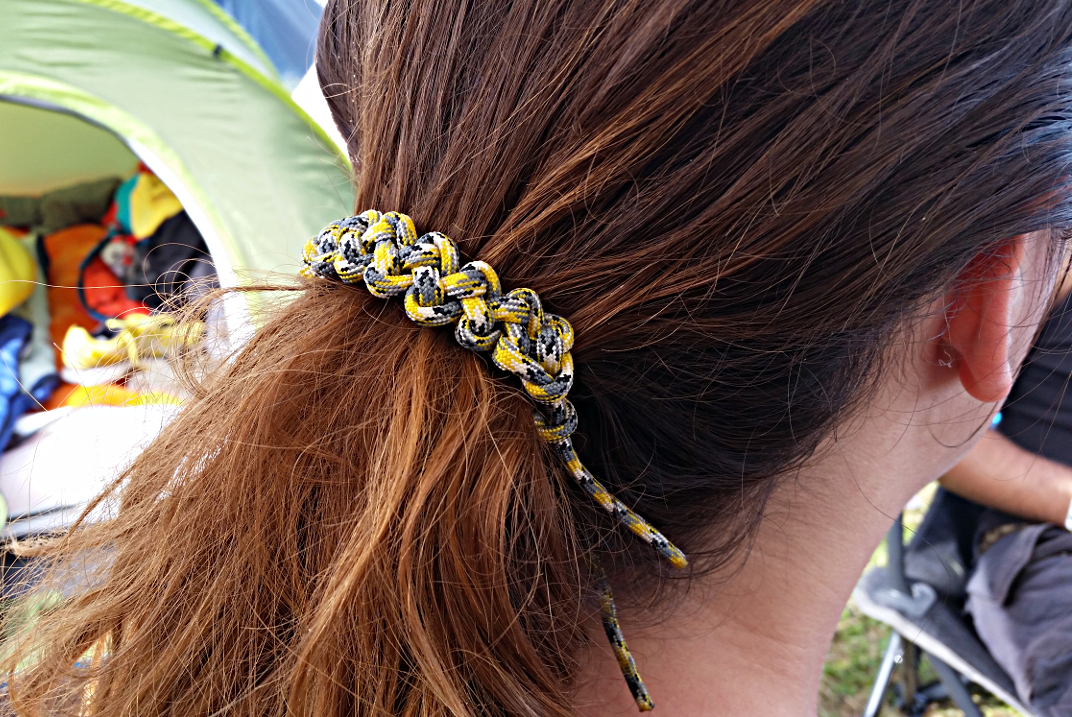
Zipper sinnet en chouchou
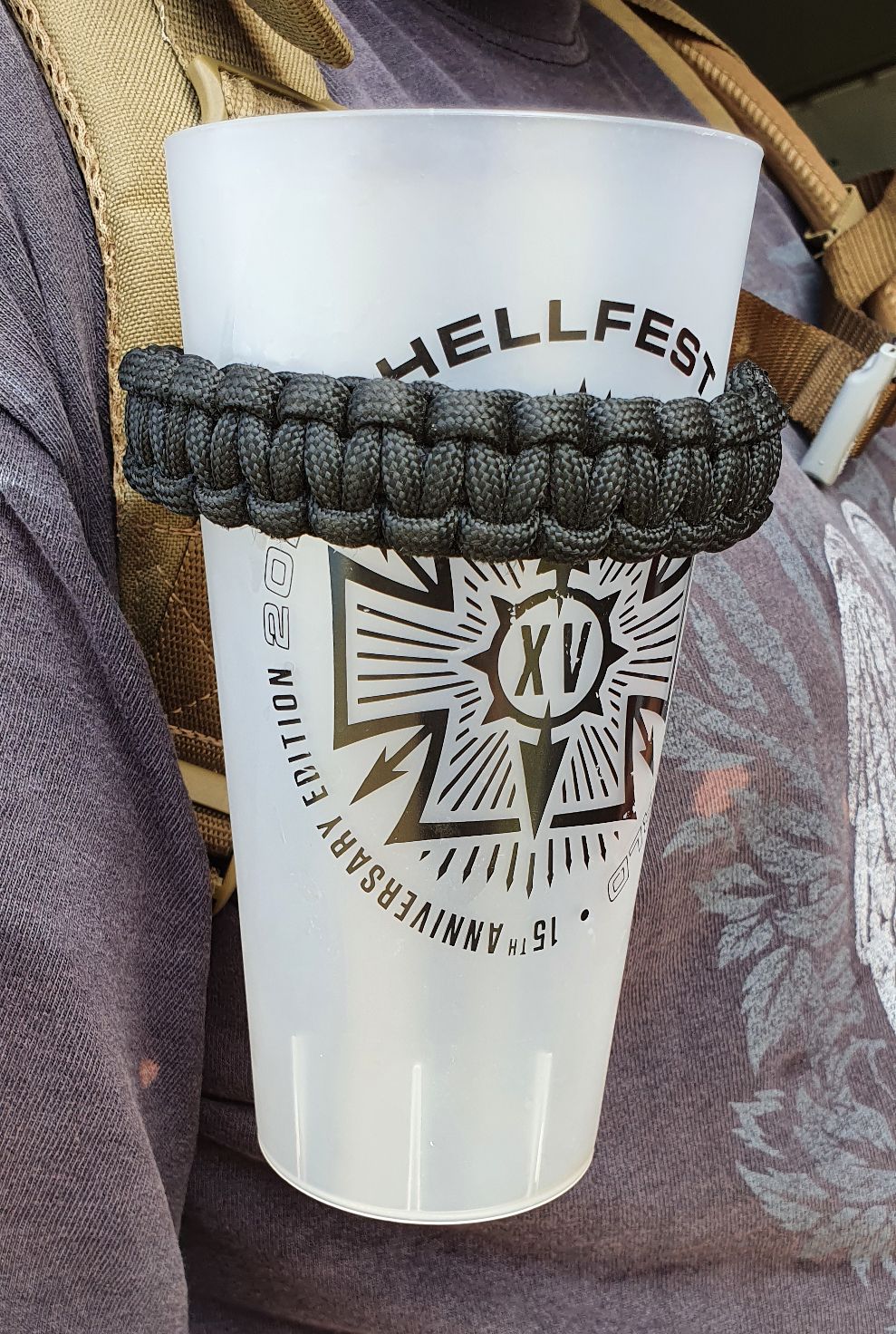
Cobra utilisé comme porte-gobelet

Les nouages des bracelets de survie sont utilisés dans d'autres circonstances :
- collier pour animal de compagnie
- poignée de sac à dos
- ceinture
- rond de serviette
- chouchou pour cheveux
- porte-gobelet
- etc.